# رابرت لنگدن (مجموعه‌فیلم)

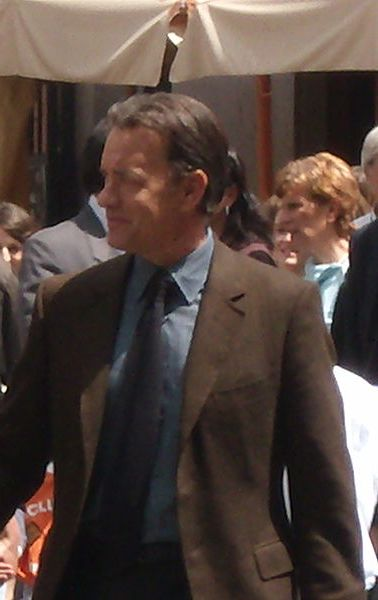
تام هنکس در نقش رابرت لنگدن، حین فیلمبرداری در پانتئون رم

فیلم‌های رابرت لنگدن، مجموعه ای از فیلم‌های معمایی، , هیجان انگیز و تاریخی آمریکایی به کارگردانی ران هاوارد است. ماجرای این فیلم‌ها بر روی رابرت لنگدن، شخصیت اصلی داستان (رابرت لنگدن) و اتفاقات و مشکلاتی که با آن‌ها مواجه می‌شود تمرکز دارد.
فیلم‌های این مجموعه، به ترتیب راز داوینچی، شیاطین و فرشتگان و دوزخ می‌باشند.
این مجموعه فیلم تقریباً ۱٫۵ میلیارد دلار در سراسر جهان فروش داشته است.

## فیلم‌ها

### رمز داوینچی (۲۰۰۶)
قتل در داخل موزه لوور و سرنخهای نقاشی‌های داوینچی، منجر به کشف یک راز بسیار مهم مذهبی توسط رابرت لنگدن می‌شود که توسط یک جامعهٔ مخفی (دیر صیهون) برای دو هزار سال محافظت شده بود و می‌تواند پایه‌های مسیحیت را تکان دهد.

### شیاطین و فرشتگان (۲۰۰۹)
رابرت لنگدن، استاد نمادشناسی دانشگاه هاروارد، برای حل یک قتل و جلوگیری از اقدام تروریستی علیه واتیکان کار می‌کند.

### دوزخ (۲۰۱۶)
بعد از اینکه که رابرت لنگدن در بیمارستانی در ایتالیا با فراموشی از خواب بیدار می‌شود، با دکتر ساینا بروکس کار می‌کند و با هم باید در سراسر اروپا با زمان رقابت کنند تا یک نقشه شوم و مرگبار را خنثی کند.